# Hyperbaena paucinervis
Hyperbaena paucinervis är en tvåhjärtbladig växtart som beskrevs av Ignatz Urban. Hyperbaena paucinervis ingår i släktet Hyperbaena och familjen Menispermaceae. Inga underarter finns listade i Catalogue of Life.